# Фили (Аттика)
Фили́ (греч. Φυλή) — малый город в Греции, северный пригород Афин. Расположен на Афинской равнине у подножия Парниса на высоте 320 метров над уровнем моря, в 14 километрах к северу от центра Афины, площади Омониас, и в 31 километре к северо-западу от международного аэропорта «Элефтериос Венизелос». Входит в общину (дим) Фили в периферийной единице Западной Аттике в периферии Аттике. Население 2937 жителей по переписи 2011 года.
Город находится в сейсмологически активной зоне, а магнитуда подземных толчков колеблется в пределах от 3,9 до 7,8.

## История
В 404 году до н. э. в период окончания Пелопонессой войны город был захвачен войсками Фрасибула.
В 2007 году экономическому положению города был нанесён значительный ущерб во время сильных лесных пожаров в Греции.

## Транспорт
В южной части города проходит национальная трасса А6, соединяющая Элефсис с международным аэропортом «Элефтериос Венизелос».

## Достопримечательности
Одной из главных достопримечательностей Фили является расположенный у его северной черты, на склоне горы Парнис, монастырь Святых Киприана и Иустины. Комплекс обители является духовно-административным центром Оропосской и Филийской митрополии ИПЦ Греции (Синод Хризостома) и местом паломничества многочисленных верующих.

## Сообщество Фили
В сообщество Фили входит монастырь Святых Киприана и Иустины. Население 2946 жителей по переписи 2011 года. Площадь 69,281 квадратных километров.
| Населённый пункт                    | Население (2011), человек |
| ----------------------------------- | ------------------------- |
| Монастырь Святых Киприана и Иустины | 9                         |
| Фили                                | 2937                      |

## Население
| Год  | Население города, человек |
| ---- | ------------------------- |
| 1991 | 2915                      |
| 2001 | 2698                      |
| 2011 | ↗ 2937                    |